# Richard Price (escritor)
Richard Price (Nueva York, 12 de octubre de 1949) es un novelista, productor cinematográfico y guionista estadounidense, conocido principalmente por los libros The Wanderers (1974), Clockers (1992) y Lush Life (2008). Muchas de sus novelas están ambientadas en una ciudad al norte de Nueva Jersey llamada Dempsy. Adicionalmente ha escrito varios guiones para películas y series de televisión, entre las que se incluyen The Wire, The Outsider, The Night Of y The Deuce.

## Biografía

### Primeros años y educación
Price nació en El Bronx, Nueva York, hijo de Harriet (Rosenbaum) y Milton Price. Autodenominado un "niño judío de clase media baja", creció en un proyecto de viviendas en el noreste del Bronx. Se graduó en la Bronx High School of Science en 1967y obtuvo una licenciatura en la Universidad de Cornell y una maestría en la Universidad de Columbia. También realizó estudios de posgrado en la Universidad de Stanford.

### Carrera
La primera novela de Price fue The Wanderers (1974), una historia ambientada en el Bronx en 1962 escrita cuando Price tenía 24 años. Fue adaptada al cine en 1979, con guion de Rose Kaufman y Philip Kaufman y dirigida por este último.
Su novela Clockers (1992) fue nominada al Premio del Círculo Nacional de Críticos Literarios y ha sido alabada por su humor, suspense, diálogos y desarrollo de personajes. En 1995 sirvió de base para una película dirigida por Spike Lee, quien compartió los créditos de escritura del guion con Price.
En su reseña de la novela de Price Lush Life (2008), Walter Kirn comparó al autor con Raymond Chandler y Saul Bellow. En julio de 2010 se celebró una exposición de arte colectiva inspirada en Lush Life en nueve galerías de la ciudad de Nueva York.
Escribió una novela policíaca titulada The Whites bajo el seudónimo de Harry Brandt. El libro salió a la venta el 17 de febrero de 2015. El productor cinematográfico Scott Rudin inició conversaciones para realizar una versión cinematográfica de la novela.
Price ha escrito numerosos guiones, entre ellos El color del dinero (1986) (por el que fue nominado al Óscar), Lecciones de vida (el segmento de Martin Scorsese de Historias de Nueva York) (1989), Sea of Love (1989), Mad Dog and Glory (1993), Ransom (1996) y Shaft (2000). Escribió el guion de la película Child 44, estrenada en abril de 2015 y registró un trabajo no acreditado en la película American Gangster (2007).

### Vida personal
Price reside en Harlem, Nueva York, y está casado con la periodista y escritora Lorraine Adams.

## Filmografía
- Bloodbrothers (1978)
- The Wanderers (1979)
- The Color of Money (1986)
- Streets of Gold (1986)
- New York Stories (1989)
- Sea of Love (1989)
- Night and the City (1992)
- Mad Dog and Glory (1993)
- Ethan Frome (1993) (productor ejecutivo)
- Clockers (1995)
- Kiss of Death (1995)
- Ransom (1996)
- Shaft (2000)
- The Wire (2002)
- Freedomland (2006)
- Child 44 (2015)
- The Night Of (2016)
- The Deuce (2017-19)
- The Outsider (2020)